# Terratrèmol de Jujuy de 1863
El terratrèmol de Jujuy de 1863 ser un terratrèmol que va tenir lloc a la província de Jujuy, República Argentina, el 14 de gener de 1863, a les 11.00 (UTC-3). Va registrar una magnitud de 6,9 en l'escala de Richter. En l'escala mercali modificada registre una magnitud de VIII.
El seu epicentre va estar a 23° 36′ S, 65° 00′ O / 23.600°S,65.000°O, a una profunditat de 30 km.
Aquest terratrèmol es va percebre amb grau VIII (8.0) a la escala de Mercalli. La seva magnitud i durada van ser excepcionalment destructius, causant danys a la catedral, al Cabildo i a molts edificis a San Salvador de Jujuy, la capital provincial.